# Беляков, Павел Александрович (инженер)
Беляков, Павел Александрович (10 мая 1904 г., село Языково — 2 ноября 1938 г., Барнаул) — советский партийный и хозяйственный деятель, ректор Московского института цветных металлов и золота, начальник треста «Колыванстрой».

## Биография
Родился 10 мая 1904 г. в с. Языково Курмышского уезда Симбирской губернии в семье лесного рабочего. Учился в сельской школе, затем в начальном училище.
05 сентября 1918 г. в возрасте 14 лет вступает в РКП(б). С момента образования комсомола — член ячейки РКСМ школы II ступени г. Курмыш Симбирской губернии. В 1918 г. — агитатор уездно-городского комитета РКП(б) в Казанской губернии.
С марта 1919 г. — на партийной и комсомольской работе: председатель Курмышского укома РКСМ Симбирской губернии, редактор газеты «Серп и молот» Курмышского уезда Симбирской губернии, занимал различные должности в Курмышском укоме РКП(б) Симбирской губернии.
С августа 1922 г. — секретарь Володарской кустовой ячейки РКП(б) в Канавино, затем ответственный секретарь Берегового РК РКСМ, занимает различные должности в Выксунском укоме РЛКСМ и Нижегородском губкоме ВЛКСМ.
С 1928 г. — скорее всего, по призыву «парттысячников» — студент Московской горной академии. С первого же года обучения одновременно занимает должность проректора МГА. После разделения Московской горной академии на шесть самостоятельных вузов продолжает учебу в Московского института цветных металлов и золота (МИЦМиЗ). В 1931-33 гг. — директор этого учебного заведения.
После окончания МИЦМиЗ в 1933 г. — заместитель главного инженера Забайкальского вольфрамового комбината (пос. Антонова гора Оловяннинского района Читинской области). С 1936 г. — главный инженер Колыванского рудоуправления (Змеиногорский район Алтайского края), с 1937 г. — начальник треста «Колыванстрой».
03 января 1938 года арестован, 02 ноября 1938 г. расстрелян в г. Барнаул Алтайского края. Реабилитирован 27 апреля 1957 г. «за отсутствием состава преступления».